# Rezerwat przyrody Mur Krzeczkowski
„Mur Krzeczkowski” to rezerwat przyrody w województwie podkarpackim, będący setnym rezerwatem na tym obszarze. Akt ustanowienia rezerwatu podpisano 4 grudnia 2024 roku podczas uroczystej konferencji prasowej w miejscowości Krzeczkowa. Rezerwat chroni unikalne formacje geologiczne i cenne elementy flory karpackiej. 

## Lokalizacja i powierzchnia
Rezerwat zajmuje powierzchnię 62,44 ha i jest położony na terenie gminy Krasiczyn, w miejscowości Krzeczkowa. Obszar rezerwatu znajduje się w zarządzie nadleśnictwa Krasiczyn i obejmuje tereny leśnictw Krzeczkowa i Cisowa. Rezerwat leży w granicach dwóch obszarów Natura 2000: Pogórze Przemyskie (PLB180001) oraz Ostoja Przemyska (PLH180012), co dodatkowo podkreśla jego znaczenie przyrodnicze.

## Charakterystyka geologiczna
Głównym obiektem ochrony w rezerwacie „Mur Krzeczkowski” jest wyjątkowa wychodnia skalna, stanowiąca przykład skarpy denudacyjnej typu „kuesta”. Skarpa ta zbudowana jest z twardych margli krzemionkowych, które ulegają erozji, tworząc ostrokrawędzisty gruz. Procesy geologiczne, które doprowadziły do powstania tej formacji, obejmują długotrwałą erozję otaczających, bardziej miękkich warstw skalnych.
Powierzchnia skał w rezerwacie charakteryzuje się obecnością tzw. „tektoglifów” – śladów ruchów tektonicznych i poślizgów warstw skalnych. Tworzą one unikalne wzory, które stanowią przedmiot zainteresowania geologów. Osuwisko ukazujące odsłonięte warstwy geologiczne, zbudowane z fliszu – skał osadowych, które uformowały się na dnie głębokiego zbiornika morskiego znanego jako Ocean Tetydy. Ten pradawny ocean istniał przez około 100 milionów lat, pozostawiając po sobie unikalne ślady w strukturze geologicznej.

## Roślinność i fauna
Otoczenie skalnej formacji porastają typowe dla Karpat zespoły buczyny karpackiej i jaworzyny. Wśród roślin szczególnie cennych dla rezerwatu znajduje się języcznik zwyczajny (Asplenium scolopendrium), paproć preferująca wilgotne, zacienione stanowiska na stromych, skalistych zboczach. W rezerwacie „Mur Krzeczkowski” języcznik zwyczajny znajduje dogodne warunki do wzrostu, co czyni go istotnym elementem lokalnej flory.

## Historia badań
Unikalność geologiczna obszaru „Mur Krzeczkowski” była przedmiotem badań naukowych już wcześniej. Skalna formacja została opisana m.in. w Przeglądzie Geologicznym w 1988 roku oraz w materiałach LIX Zjazdu Polskiego Towarzystwa Geologicznego. Na terenie rezerwatu funkcjonuje także stanowisko dokumentacyjne „Krzeczkowski Mur”, ustanowione w 1998 roku, które zajmuje powierzchnię 0,45 ha i dostarcza szczegółowych informacji o geologii regionu.

## Cel ochrony
Głównym celem ochrony rezerwatu „Mur Krzeczkowski” jest zachowanie unikalnej formacji geologicznej w postaci skarpy denudacyjnej oraz stanowisk języcznika zwyczajnego. Obszar ten ma znaczenie nie tylko przyrodnicze, ale również naukowe, stanowiąc źródło wiedzy o procesach geologicznych i ekosystemach Karpat.
Rezerwat „Mur Krzeczkowski” jest jednym z przykładów efektywnej ochrony przyrody w Polsce, łącząc walory naukowe, edukacyjne i estetyczne.